# Gimme All Your Lovin'
"Gimme All Your Lovin'" är en låt av ZZ Top. Den släpptes 1983 som första singel från albumet Eliminator. I Storbritannien släpptes singeln i augusti 1983, men hamnade endast på 61:a plats på UK Singles Chart. Året därpå släpptes den på nytt och nådde då tionde plats. Singeln nådde andra plats på US Billboard Top Tracks.

## Låtförteckning
- A: "Gimme All Your Lovin'" (Edit) – 3:24
- B: "If I Could Only Flag Her Down" – 3:40

## Musiker
- Billy Gibbons – gitarr, sång
- Dusty Hill – elbas, bakgrundssång
- Frank Beard – trummor